# Asiatisk arowana
Asiatisk arowana (Scleropages formosus) är en fiskart i familjen arowanafiskar som lever i lugna floder som flyter fram genom skogar, träsk och våtmarker i sydöstra Asien. Fisken är köttätare och kan bli upp till 90 centimeter lång. De vuxna fiskarna lever främst på andra, mindre, fiskar. De icke könsmogna fiskarna, juvenilerna, äter mest insekter. IUCN bedömer att arten i vilt tillstånd är utrotningshotad.
På många håll i världen hålls den asiatiska arowanan i akvarium. Den kräver emellertid stort utrymme och kunnig skötsel.
Ett annat namn på asiatisk arowana är drakfisk, ett namn som den fått eftersom den i kinesisk kultur associeras med drakar och liksom dessa anses vara lyckobringande.

## Referenser

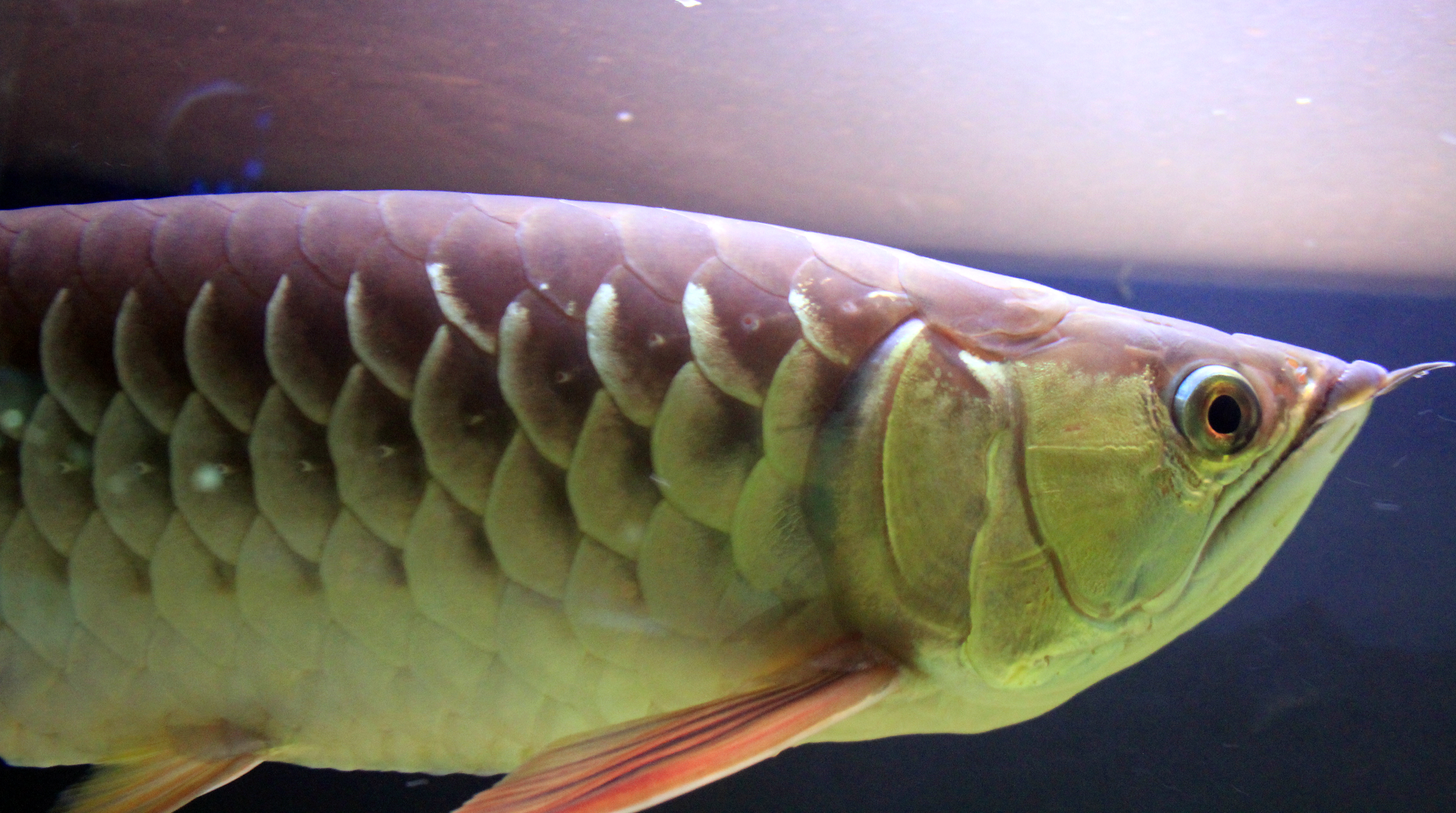
In Prague sea aquarium

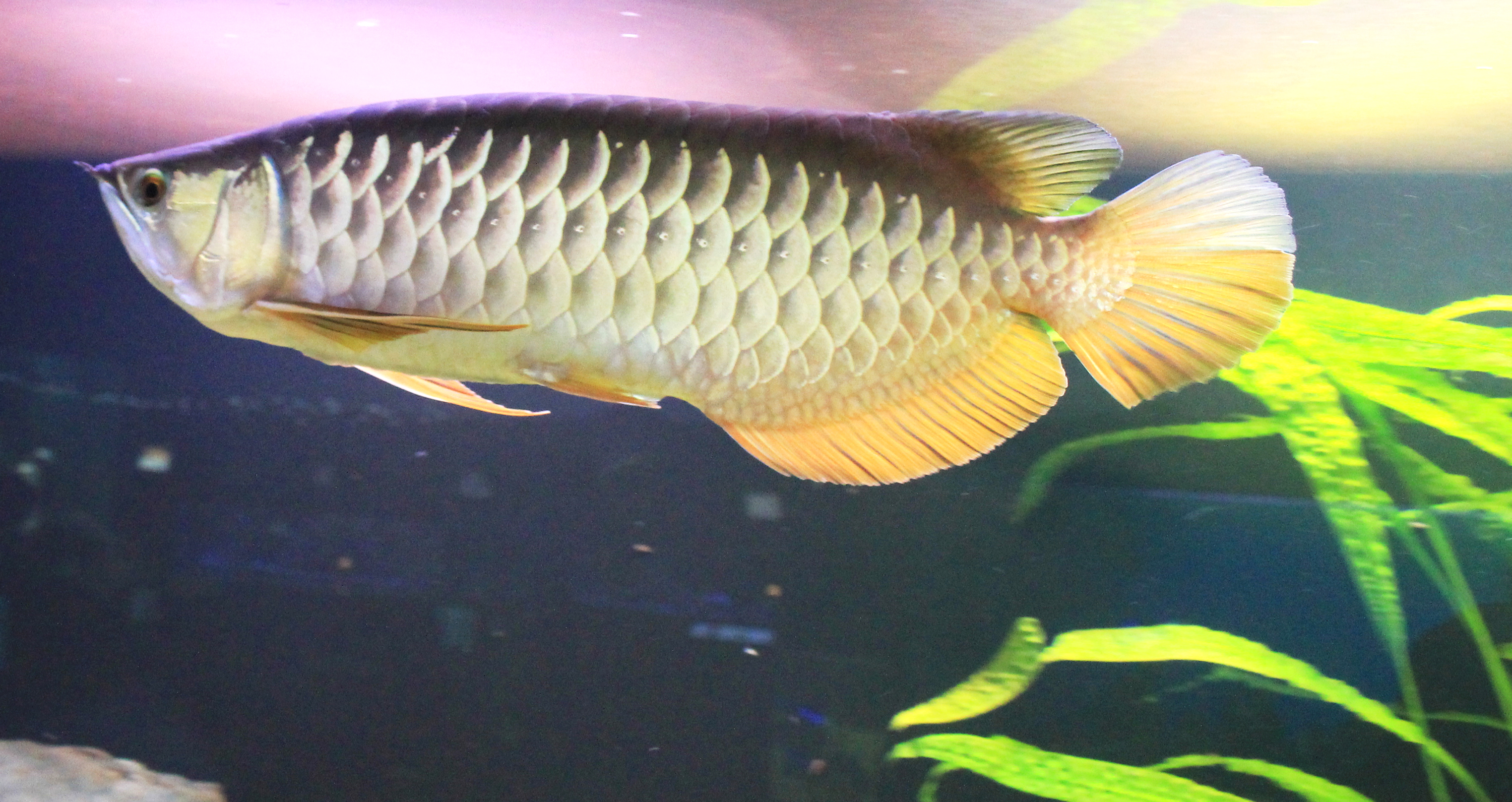
In Prague sea aquarium